# Brooke Smith
Brooke Smith (ur. 22 maja 1967 w Nowym Jorku) – amerykańska aktorka filmowa i telewizyjna, znana z roli Catherine Martin w dreszczowcu psychologicznym Jonathana Demme Milczenie owiec (1991) oraz jako kardiochirurg dr Erica Hahn z serialu medycznego ABC Chirurdzy (2006–2008). Nominowana do Independent Spirit Awards w kategorii najlepsza drugoplanowa rola żeńska za rolę Soni w komediodramacie Louisa Malle’a Wania na 42 ulicy (1994).

## Życiorys

### Wczesne lata
Urodziła się i dorastała w Nowym Jorku. Jej matka, publicystka Lois Eileen Smith (z domu Wollenweber), pracowała z Robertem Redfordem oraz innymi aktorami i reżyserami, a jej ojciec, Eugene „Gene” Smith, był wydawcą. Ma trzech braci: Erica, Luke’a i Scotta Eugene’a. Ukończyła Tappan Zee High School w Orangeburg. Przez rok studiowała na American Academy of Dramatic Arts. Pod koniec lat 80. była uczestniczką nowojorskiej grupy punkowej.

### Kariera
Brooke rozpoczęła karierę grając postać Abigail w dramacie Alana Rudolpha Moderniści (1988) u boku Keitha Carradine. Jednocześnie zagrała Risę w jednym z odcinków serialu kryminalnego CBS McCall (The Equalizer, 1988). W dreszczowcu psychologicznym Jonathana Demme Milczenie owiec (1991) stworzyła przekonujący portret Catherine Martin, jednej z potencjalnych ofiar „Buffalo Billa” (Ted Levine). Do tej roli przytyła 11 kilogramów. Przed nagraniem swojego albumu Grace mieszkała z Jeffem Buckley.
Wystąpiła w nowojorskich produkcjach off-broadwayowskiej, w tym w przedstawieniu Małe potwory (2000) z udziałem Johna Camerona Mitchella i Gila Bellowsa, a potem w spektaklu Some Girl(s) (2006) z Fran Drescher i Erikiem McCormackiem.

## Życie prywatne
6 stycznia 1999 wyszła za mąż za Rosjanina Stevena Lubensky. Pierwszą córką jest Grace Lubensky, urodzona 12 marca 2003, później wraz z mężem adoptowała etiopską dziewczynkę – Lucy Dinknesh Lubensky.

## Filmografia

### Filmy
- 2010: Uczciwa gra jako Diana
- 2010: Little Help jako Kathy Helms
- 2010: Aspern Papers jako Tita Bordereau
- 2007: Kocham kino
- 2006: Imiennik (The Namesake) jako Sally
- 2005: Siostry (In Her Shoes) jako Amy
- 2005: Shooting Vegetarians jako The Chicken Man
- 2004: Melinda i Melinda (Melinda and Melinda) jako Cassie
- 2004: Niezłomne (Iron Jawed Angels) jako Mabel Vernon
- 2002: Bad Company jako oficer Swanson
- 2001: Wielka misja Maxa Keeble’a (Max Keeble's Big Move) jako Jenna
- 2001: Człowiek, którego nie było (The Man Who Wasn't There) jako płaczący więzień
- 2001: Maraton Śmierci (Series 7: The Contenders) jako Dawn Lagarto
- 2000: Eventual Wife jako Susan
- 1998: Broken Giant jako Rosemary Smith
- 1998: Remembering Sex jako Jennifer Sharp
- 1996: Trees Lounge jako Tina
- 1996: Kansas City jako Babe Flynn
- 1995: Ostatnie lato (Last Summer in the Hamptons)jako Lois
- 1994: Wania na 42 ulicy (Vanya on 42nd Street) jako Sonya
- 1994: Century of Women jako członek rodziny
- 1993: Spotkanie, którego nie było (The Night We Never Met) jako Catha
- 1993: Ogóras (The Pickle)
- 1993: Szczęściarz (Mr. Wonderful)jako Jan
- 1991: Milczenie owiec (The Silence of the Lambs) jako Catherine Martin
- 1988: Moderniści (The Modems) jako Abigail

### Seriale
- 2006: Heist jako Sarah
- 2005: Chirurdzy jako dr Erica Hahn
- 2005: Trawka jako Valerie Scottson
- 2005: Zabójcze umysły jako Barbara Lynch
- 2001–2005: Sześć stóp pod ziemią jako Carolyn Pope
- 2001: Prawo i porządek: Zbrodniczy zamiar jako Tessa Rankin
- 2001: Zbrodnie Nowego Jorku jako Lois Mooney
- 2001–2007: Jordan jako dr Kate Switzer
- 1997–2000: Hunger jako Lee Cooper
- 1992–1998: Larry Sanders Show jako Tonya

### Głosy
- 1989: Zobaczymy się jutro (See You in the Morning)

### We własnej osobie
- 1997: Who Is Henry Jaglom
- 2001: Inside the Labyrinth: The Making of 'The Silence of the Lambs'

## Nagrody i nominacje
| Rok  | Nagroda                              | Kategoria                                        | Film                     | Rezultat  |
| ---- | ------------------------------------ | ------------------------------------------------ | ------------------------ | --------- |
| 1995 | Independent Spirit Awards            | Najlepsza aktorka drugoplanowa                   | Wania na 42 ulicy (1994) | Nominacja |
| 1995 | Chlotrudis Award                     | Najlepsza aktorka drugoplanowa                   | Wania na 42 ulicy (1994) | Nominacja |
| 2008 | Amerykańska Gildia Aktorów Filmowych | Najlepszy zespół aktorski w serialu dramatycznym | Chirurdzy (2007)         | Nominacja |